# Persecución religiosa en la Unión Soviética

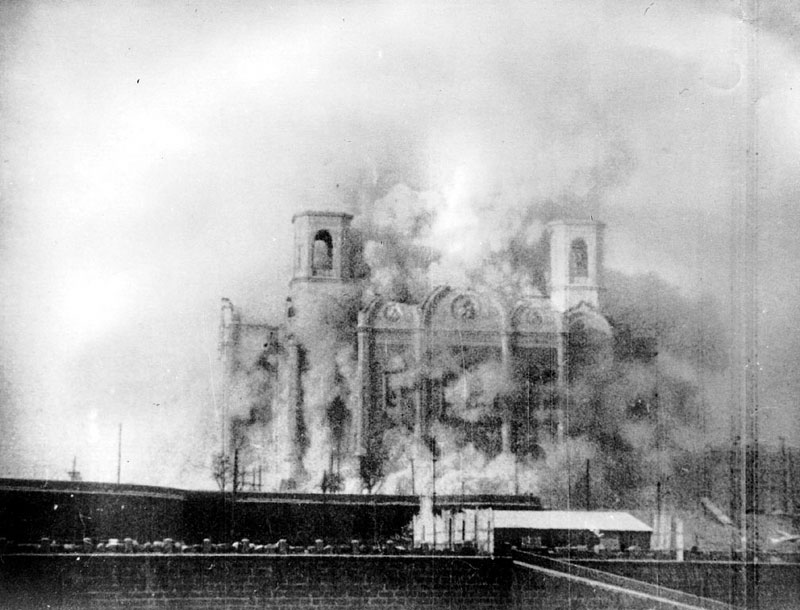
Demolición de la Catedral de Cristo Salvador de Moscú bajo órdenes de Iósif Stalin, el 5 diciembre de 1931

A lo largo de la historia de la Unión Soviética, hubo períodos en los que las autoridades soviéticas suprimieron y persiguieron diversas formas de cristianismo, en diferentes grados dependiendo de los intereses del Estado. La política marxista-leninista soviética defendió consistentemente el control, la supresión y, en última instancia, la eliminación de las creencias religiosas, y alentó activamente el ateísmo en la Unión Soviética. Sin embargo, la mayoría de las religiones nunca fueron oficialmente prohibidas.
El estado abogó por la destrucción de la religión y declaró oficialmente que las creencias religiosas eran supersticiosas y atrasadas.
El Partido Comunista destruyó iglesias, sinagogas, mezquitas y templos budistas; ridiculizó, acosó, encarceló y ejecutó a los líderes religiosos, inundó las escuelas y los medios con enseñanzas antirreligiosas, e introdujo un sistema de creencias llamado ateísmo científico, con sus propios rituales, promesas y divulgadores. El número total de cristianos asesinados se estima entre los 12-20 millones.
Las creencias y prácticas religiosas persistieron entre la mayoría de la población, en las esferas doméstica y privada, pero también en los espacios públicos dispersos permitidos por un estado que reconoció su fracaso para erradicar la religión y los peligros políticos de una guerra cultural implacable.

## Postura oficial soviética
El régimen soviético tenía el compromiso ostensible de aniquilar por completo las instituciones y las ideas religiosas. La ideología comunista no podía coexistir con la influencia continua de la religión ni siquiera como entidad institucional independiente, por lo que "Lenin exigió que la propaganda comunista empleara militancia e inflexibilidad hacia todas las formas de idealismo y religión", y eso se llamó "ateísmo militante". "Militante" significaba una actitud intransigente hacia la religión y el esfuerzo de ganar los corazones y las mentes de los creyentes a partir de una filosofía falsa. El ateísmo militante se convirtió en el centro de la ideología del Partido Comunista de la Unión Soviética (PCUS) y una política de alta prioridad de todos los líderes soviéticos. Se consideraba que los ateos convencidos eran individuos políticamente más perspicaces y virtuosos.
El estado estableció el ateísmo como la única verdad científica.
Las autoridades soviéticas prohibieron la crítica al ateísmo y el agnosticismo hasta 1936 o a las políticas antirreligiosas del estado; tales críticas podrían dar lugar a la jubilación forzada.
La ley soviética nunca prohibió oficialmente las creencias religiosas, y las diversas constituciones soviéticas siempre garantizaron el derecho a creer. Sin embargo, desde que la ideología marxista tal como la interpreta Lenin y por sus sucesores, consideraban la religión como un obstáculo para la construcción de una sociedad comunista; poner fin a toda religión (y reemplazarla por ateísmo), se convirtió en un objetivo ideológico de fundamental importancia para el estado soviético. La persecución de la religión se llevó a cabo oficialmente a través de muchas medidas legales diseñadas para obstaculizar las actividades religiosas, a través de un gran volumen de propaganda antirreligiosa y mediante la educación. En la práctica, el estado también buscó controlar a los grupos religiosos e interferir con ellos, con el objetivo final de hacerlos desaparecer. A estos efectos, el estado buscó controlar las actividades de los líderes de las diferentes comunidades religiosas.
El Partido Comunista a menudo rechazaba la idea de tratar a todos los creyentes religiosos como enemigos públicos, en parte debido a consideraciones pragmáticas (dada la gran cantidad de personas que adherían a una fe) y también en parte por la certeza de que el número de creyentes incluía muchos leales ciudadanos soviéticos a quienes las autoridades deberían convencer de convertirse en ateos en lugar de atacarlos directamente.
Los creyentes religiosos siempre se encontraron sujetos a propaganda antirreligiosa y legislación que restringía la práctica religiosa. Con frecuencia sufrieron restricciones dentro de la sociedad soviética. Raramente, sin embargo, el estado soviético los sometió oficialmente a arresto, encarcelamiento o muerte simplemente por mantener creencias. En cambio, los métodos de persecución representaron una reacción a la percepción, (real o imaginaria), de la resistencia de los creyentes a la campaña más amplia que el estado llevaba en contra de la religión.
La campaña fue diseñada para difundir el ateísmo. Los actos de violencia y las tácticas terroristas desplegados, mientras que casi siempre se justificaban oficialmente como una respuesta a actos de resistencia al estado, estaban orientados no solo a frenar la oposición, sino a fomentar la supresión de la religión, con el objetivo final de propagar el ateísmo.

## Tácticas soviéticas
Las tácticas variaron a lo largo de los años y se volvieron más moderadas o más duras en diferentes etapas. Las tácticas comunes incluyeron la confiscación de propiedades de la Iglesia, la burla a la religión, el hostigamiento a los creyentes y la difusión del ateísmo en las escuelas. Sin embargo, las acciones hacia ciertas religiones en particular estaban determinadas por intereses estatales, y la mayoría de las religiones organizadas nunca fueron prohibidas.
Algunas acciones contra sacerdotes y creyentes ortodoxos, además de la pena de muerte, incluyeron la tortura, la deportación a campos de prisioneros o campos de trabajo y la reclusión en hospitales mentales. Muchos religiosos ortodoxos y otras personas de otras religiones, fueron sometidos también a castigo psicológico o tortura y experimentación de control mental, con el fin de obligarlos a renunciar a sus convicciones religiosas (ver Psiquiatría represiva en la Unión Soviética). Durante los primeros cinco años del poder soviético, los bolcheviques ejecutaron a 28 obispos y más de 1.200 sacerdotes ortodoxos rusos. Muchos otros fueron encarcelados o exiliados.
En la Unión Soviética, además de la sistemática clausura y destrucción de las iglesias, el Estado asumió el trabajo social y de caridad realizado anteriormente por las instituciones eclesiásticas. Al igual que con toda propiedad privada, las propiedades de la Iglesia fueron confiscadas para uso público. Los pocos lugares de culto que se conservaron se consideraban legalmente como propiedad del estado, que la Iglesia podía utilizar por estar autorizada para hacerlo.
En el período posterior a la Segunda Guerra Mundial, los cristianos protestantes en la URSS (bautistas, pentecostales, adventistas, etc.) fueron enviados compulsivamente a hospitales psiquiátricos o soportaron juicios y encarcelamientos (a menudo por negarse a ingresar al servicio militar). Algunos de ellos incluso fueron privados del ejercicio de la patria potestad.

## Campaña antirreligiosa 1917-1921
En agosto de 1917, tras el colapso del gobierno zarista, un consejo de la Iglesia ortodoxa rusa restableció el patriarcado y eligió al metropolitano Tijon de Moscú como patriarca.
En noviembre de 1917, pocas semanas después de la revolución, se estableció el Comisariado Popular para la Ilustración, que un mes más tarde creó la Unión Rusa de Maestros Internacionalistas, con el propósito de eliminar la instrucción religiosa de los planes de estudios escolares. A fin de intensificar la propaganda antirreligiosa en el sistema escolar, en noviembre de 1920 se creó la Administración Principal para la Ilustración Política (Glavpolitprosvet).
El decreto de Lenin de principios de 1918 por el cual se establecía la separación Iglesia-Estado, privó a la antigua iglesia oficial de la condición de persona jurídica, el derecho a poseer propiedades o enseñar religión a alumnos de escuelas estatales, privadas o a cualquier grupo de niños. El decreto abolió los privilegios de la iglesia y así terminó la alianza entre la iglesia y el estado. El clero abiertamente atacó el decreto. Los líderes eclesiásticos emitieron un llamado especial a los creyentes para que obstruyeran la aplicación del decreto.
Además, el Decreto "Sobre la separación de la Iglesia del Estado y la Escuela de la Iglesia" también determinó la relación a futuro entre la Iglesia y las instituciones educativas. "La escuela debe estar separada de la iglesia", establecía el Decreto. "No se permitirá la enseñanza de las doctrinas religiosas en ninguna de las instituciones educativas estatales y públicas, así como privadas, donde se enseñan materias generales. Los ciudadanos pueden enseñar y aprender religión en privado".
El 19 de enero de 1918 (calendario juliano), el patriarca Tijon de Moscú excomulgó a los líderes soviéticos, responsables de impulsar esta campaña. En represalia, el régimen arrestó y asesinó a docenas de obispos, miles de clérigos y monjes de grados inferiores y multitudes de laicos. La apropiación de las propiedades de la iglesia en los siguientes años estaría caracterizada por una campaña brutal de violento terror.
Muchos clérigos fueron asesinados durante la Guerra civil rusa. Algunos murieron como resultado de la violencia espontánea, endémica en el vacío de poder de la guerra, y otros fueron ejecutados por los servicios de seguridad del estado como consecuencia de su apoyo a los ejércitos blancos. La iglesia afirmó que 322 obispos y sacerdotes fueron asesinados durante la Revolución.
Entre junio de 1918 y enero de 1919, los cálculos oficiales de la iglesia (que no incluían registros de la zona del Volga, Kama y varias otras regiones de Rusia), establecieron que habían sido asesinados un metropolitano, dieciocho obispos, ciento dos sacerdotes, ciento cincuenta y cuatro diáconos y noventa y cuatro monjes o monjas, (no se registraron los laicos). La estimación de 330 clérigos y monjes muertos en 1921 puede haber sido una subestimación, debido al hecho de que durante este período fueron destruidos 579 monasterios o conventos y en el marco de estas destrucciones se generalizaron las ejecuciones masivas de monjes y religiosas.
Muchos sectores de la Iglesia Ortodoxa Rusa apoyaron regímenes antisoviéticos como los de Kolchak y Denikin durante la guerra civil. En 1918, el obispo de Ufá pronunció discursos xenófobos y antibolcheviques y convocó a la gente a la causa blanca. El arzobispo de Ekaterimburgo organizó manifestaciones de protesta cuando supo de la ejecución de la familia Romanov en julio de 1918 y realizó una celebración de la victoria cuando el almirante Kolchak tomó la ciudad en febrero de 1919. Tanto en el frente siberiano como en el ucraniano, los "regimientos de Jesucristo" ayudaron a los ejércitos blancos, con la activa participación de los jerarcas ortodoxos. En diciembre de 1918, el sacerdote Georgy Shavelsky se unió a la agencia de propaganda del gobierno blanco en el sur.
Esta violencia generalizada de los miembros del Ejército Rojo contra la iglesia no fue apoyada abiertamente por Lenin. Sin embargo, en años posteriores, altos funcionarios soviéticos, incluido Emelian Yaroslavsky, reivindicaron la responsabilidad central de estos homicidios. Justificaron la violencia a partir de la revisión histórica, declarando que la iglesia había estado luchando activamente contra ellos.
La iglesia había expresado su apoyo al intento de golpe contrarrevolucionario del general Kornilov, había ayudado a las rebeliones de Kerensky y Krasnov, y había hecho un llamamiento a los creyentes para luchar contra el nuevo estado, e incluso para derramar sangre en la lucha contra él. Hubo un llamamiento del patriarca Tijon "Al pueblo ortodoxo" en el que llamó a los creyentes a que estuvieran dispuestos hasta a renunciar a sus vidas como mártires, en un esfuerzo por preservar su religión. "Es mejor derramar la sangre y recibir la corona del martirio que dejar que los enemigos profanen la fe ortodoxa", expresaba en su la apelación.
La mayoría de los miembros del clero reaccionó con abierta hostilidad a la Revolución Rusa. Durante la Guerra Civil, muchos representantes del clero ortodoxo ruso colaboraron o simpatizaron con los Ejércitos Blancos y los ejércitos invasores extranjeros, con la esperanza de una restauración del régimen previo a la revolución. La iglesia había expresado su apoyo al intento de golpe contrarrevolucionario del general Kornilov. La iglesia adoptó la "Promulgación sobre el Estatus Legal de la Iglesia en Rusia", que intentaba reivindicar los privilegios de los que había gozado durante siglos bajo el antiguo régimen. La Iglesia Ortodoxa, señalaba el documento, "retiene la posición pública y legal preeminente en el estado ruso, por sobre otras confesiones". Tijon anatematizó al gobierno soviético y llamó a los creyentes a luchar contra él y sus decretos. La jerarquía eclesiástica impulsó abiertamente a los fieles a enfrentar al gobierno soviético en su apelación titulada "Al pueblo ortodoxo".
La oposición de la iglesia al gobierno soviético era parte de un movimiento contrarrevolucionario general. En los primeros días después de la victoria del levantamiento armado de octubre en Petrogrado, el clero ayudó a la rebelión de Kerensky y Krasnov mientras intentaban derrocar el poder soviético. La actividad del concilio local en Moscú apoyó a los cadetes que se habían levantado. Cuando los rebeldes tomaron el Kremlin por un tiempo, catedrales y campanarios se pusieron de inmediato a su disposición.
Sin embargo, la resistencia de la iglesia no se organizó a nivel nacional, y Tijon nunca dio su bendición a las fuerzas Blancas El Patriarca, de hecho, declaró su neutralidad durante la guerra civil e intentó impartir instrucciones para que la iglesia ortodoxa mantuviera la neutralidad política y permaneciera desconectada del conflicto. La propaganda en ese momento afirmaba que esto era un camuflaje para ocultar la real posición de la iglesia, que supuestamente era de apoyo al regreso del zarismo.
Por otra parte, el carácter fraudulento de las revisiones soviéticas posteriores se muestra claramente a través del hecho de que ninguno de los actos documentados de brutalidad contra los miembros del clero realizados por los Rojos, implicaba a persona alguna que realmente se hubiera levantado en armas acompañando a los Blancos, y sólo unos pocos de ellos eran casos de clérigos que manifestaron verbalmente su apoyo. El carácter fraudulento de tal revisionismo fue demostrado por el hecho de que herir a prisioneros desarmados, despellejar y torturar a creyentes, matar a esposas e hijos de sacerdotes, y muchos otros actos similares registrados en los documentados actos de brutalidad realizados por los Rojos contra miembros de la iglesia ortodoxa durante la guerra civil, no guarda relación con actos realizados en "defensa propia"
La propaganda ateísta antirreligiosa fue considerada de importancia esencial para el partido de Lenin desde sus sus inicios previos a la revolución. El régimen, poco después de su llegada al poder, rápidamente creó diarios ateos de oposición a la religión. El primero funcionaba bajo el nombre de Revolución y la Iglesia (Revolustia i tserkov). Inicialmente existía el convencimiento de que la religión desaparecería rápidamente con la llegada de la revolución y que su reemplazo por el ateísmo sería inevitable. Sin embargo, la dirección del nuevo estado no tardó mucho en llegar a la conclusión de que la religión no desaparecería por sí sola y que se deberían hacer mayores esfuerzos de propaganda antirreligiosa.
Para este propósito, el trabajo ateísta se consolidó centralmente bajo el Departamento de Agitación y Propaganda del Comité Central del PC (Agitprop) en 1920, usando los lineamientos del artículo 13 del Partido Comunista Ruso (PCR), adoptado por el 8.vo congreso del partido.
El artículo 13 afirmaba:

En lo que respecta a la religión, el PCR no estará satisfecho con la separación decretada de la Iglesia y el Estado ... El Partido tiene como objetivo la destrucción total de los vínculos entre las clases explotadoras y ... la propaganda religiosa, al tiempo que ayuda a la liberación real de las masas trabajadoras de los prejuicios religiosos y organizando la más amplia posible iluminación educativa y la propaganda antirreligiosa. Al mismo tiempo, es necesario evitar cuidadosamente cualquier insulto a los sentimientos de los creyentes, lo que llevaría al endurecimiento del fanatismo religioso.

El artículo sería muy importante en la política antirreligiosa en la URSS en los años siguientes, y su última oración, que sería ignorada y recordada en diferentes momentos de la historia soviética, jugaría un papel importante en las rivalidades posteriores que diferentes líderes soviéticos mantendrían en las luchas por el poder durante los siguientes años.
Con posterioridad a la revolución, se llevaron a cabo debates públicos entre cristianos y ateos, hasta 1929, año en el que fueron suspendidos. Entre los participantes famosos de estos debates estuvo el comisario para la Ilustración Anatoli Lunacharski, defendiendo las posiciones e ideas del ateísmo. Se formaban filas de personas que esperaban durante horas para conseguir asientos para verlos. Las autoridades a veces intentaron limitar el tiempo de uso de la palabra de los cristianos a diez minutos, y en otras ocasiones los debates se cancelaban cuando solo había transcurrido un minuto. Esto puede haber sido el resultado de una supuesta alta calidad de algunos de los polemistas religiosos. El profesor V.S. Martsinkovsky, criado como ortodoxo pero que se había convertido en protestante evangélico, fue uno de los mejores defensores de las posiciones religiosas, y Lunacharski presuntamente canceló uno de sus debates con él después de haber quedado en una posición desventajosa en un debate anterior. En una ocasión, en 1921, un numeroso grupo de miembros del Komsomol llegó a uno de los debates de Martsinkovsky y ocupó las dos primeras filas, con el objetivo de interrumpir con preguntas y alterar el curso normal del debate. Cuando el líder del grupo intentó fastidiar al orador, se encontró sin apoyo de sus compañeros, que luego le señalaron que no estaba diciendo lo que suponían que iba a decir.

## Campaña antirreligiosa 1921-1928
El décimo congreso del PCUS se reunió en 1921 y aprobó una resolución llamando a una "organización, liderazgo y cooperación a gran escala en la tarea de agitación y propaganda antirreligiosa entre las amplias masas de los trabajadores, utilizando medios de comunicación, películas libros, conferencias y otros dispositivos".
Cuando los líderes de la iglesia exigieron la libertad de religión en virtud de los derechos establecidos por la constitución, los comunistas respondieron con terror. Asesinaron al metropolitano de Kiev y ejecutaron a veintiocho obispos y 6,775 sacerdotes. A pesar de las manifestaciones masivas de apoyo a la iglesia, la represión silenció a la mayoría de los líderes eclesiásticos.
En agosto de 1921, una reunión plenaria del Comité Central del PCUS (la máxima dirección del estado) adoptó una instrucción de 11 puntos sobre la interpretación y aplicación del artículo 13 (mencionado anteriormente). Diferenciaba entre creyentes religiosos y creyentes sin educación, y les permitía a los últimos ser miembros del partido si se consagraban al comunismo, con la condición de ser reeducados a fin de convertirlos en ateos. También pidió moderación en la campaña antirreligiosa y enfatizó que el estado estaba luchando contra todas las religiones y no simplemente contra algunas en particular (como la iglesia ortodoxa).
Los debates públicos comenzaron a suspenderse después del décimo congreso, hasta que fueron formalmente cancelados en 1929 y reemplazados por conferencias públicas brindadas por oradores ateos. V. S. Martsinkovsky fue arrestado y enviado al exilio en 1922 debido a su prédica que estaba atrayendo a la gente hacia la religión. Le informaron que podía regresar en unos pocos años, una vez que los trabajadores adquirieran mayores conocimientos, pero nunca se le permitió regresar.
Supuestamente, la iglesia intentó establecer academias filosófico-religiosas libres, círculos de estudio y publicaciones periódicas en la década de 1920, que Lenin contrarrestó apresando y expulsando a todos los organizadores al extranjero y cancelando estas iniciativas.
A pesar de las instrucciones de agosto de 1921, el estado adoptó una línea de acción muy dura contra la Iglesia Ortodoxa, con el pretexto de que era un legado del pasado zarista (la diferencia en la práctica y la política puede haber reflejado el desacuerdo interno entre los líderes del partido). Leon Trotsky estaba a favor de aplicar la pena de muerte al patriarca Tijon, pero Lenin lo prohibió por temor a que se repitiera el caso del Hermógenes, un patriarca que fue asesinado por los polacos cuando ocuparon Moscú en 1612.
Para debilitar a la Iglesia Ortodoxa, el estado brindo su apoyo a la llamada Secta Renovacionista, otorgándole reconocimiento legal en 1922, lo que provocó un cisma. Paralelamente, continuaba aterrorizando a los religiosos ortodoxos y privando a la antigua Iglesia de medios legales de existencia. El Patriarca fue arrestado en 1922 bajo un proceso penal apenas delineado, y su posición fue asumida por los renovacionistas. Los renovacionistas entregaron el poder a un Santo Sínodo, lo que provocó divisiones entre el clero y los fieles.
Durante la hambruna rusa de 1921, los trabajadores propusieron que la riqueza de la iglesia se usara para aliviar el hambre. Estas propuestas fueron apoyadas por algunos clérigos. Pero muchos otros sacerdotes dirigidos por Tijon se opusieron a dar cualquier parte de los objetos de valor para ayudar a los hambrientos. Tijon amenazó con represalias a aquellos clérigos y laicos que deseaban donar las riquezas de la iglesia.

El Comité Ejecutivo Central de toda Rusia decretó el 26 de febrero de 1922 que los objetos de valor excedentes de la iglesia deberían ser expropiados en respuesta a los pedidos de la gente. Según el decreto, parte de los artículos de oro y plata debían ser confiscados de las iglesias, que habían sido puestas a disposición de los creyentes para el ejercicio del culto. Los artículos hechos de metales preciosos debían retirarse cuidadosamente. Los clérigos debían ser informados con antelación del procedimiento y las fechas de la confiscación. Se estipuló que el proceso de expropiación no debería obstaculizar el culto público ni dañar los intereses de los creyentes.
Los informes de la policía soviética de 1922 señalaban que el campesinado (y especialmente las mujeres) consideraban a Tijon como un mártir, —a causa de su arresto debido a su supuesta resistencia—, y que el clero "progresista" era traidor a la religión. También circularon rumores de que los judíos dirigían la Administración de la Suprema Iglesia soviética, y por esta razón Lenin prohibió a Trotsky involucrarse en la campaña e impidió que se dieran ciertos roles clave a los descendientes de judíos.
Posteriormente ocurrió un sangriento incidente en un pueblo llamado Shuia. Lenin escribió que sus enemigos le habían tontamente brindado una gran oportunidad por esta acción, ya que él creía que las masas de campesinos no iban a apoyar que la iglesia atesorara sus objetos de valor en la situación de hambruna presente. En su apreciación de los hechos, la resistencia de la iglesia podría derivar en represalias en contra del clero que las masas hambrientas verían con satisfacción. Otto von Radowitz, el consejero en la embajada alemana en Moscú, registró que la campaña fue una provocación deliberada, para impulsar la reacción negativa del clero y así justificar los ataques en respuesta.
Lenin describió que todo el tema de la campaña de los objetos valiosos de la iglesia, podría usarse como pretexto ante los ojos del público para atacar a la iglesia y al clero.
El sexto sector de la OGPU, liderado por Yevgeny Tuchkov, comenzó arrestando y ejecutando a obispos, sacerdotes y creyentes devotos, entre ellos el Metropolitano Benjamín de Petrogrado en 1922, por negarse a acceder a la demanda de entregar objetos de valor de la iglesia, incluidas las reliquias sagradas. El arzobispo Andronik de Perm, que trabajaba como misionero en Japón, fue herido después de haber sido forzado a cavar su propia tumba. El obispo Germogen de Tobolsk, que voluntariamente acompañó al zar al exilio, fue atado a la rueda de paletas de un barco de vapor y destrozado por la rotación de las aspas.
En 1922 se estableció en un antiguo monasterio ortodoxo en las Islas Solovki del Mar Blanco, el Campo Solovki de Propósito Especial, el primer campo de concentración ruso. Entre los años 1917 y 1935, 130 000 sacerdotes ortodoxos rusos fueron arrestados y 95 000 fueron ejecutados. El padre Pavel Florensky, exiliado en 1928 y ejecutado en 1937, fue uno de los nuevos mártires de este período en particular.
Un periodista inglés estimó que en los primeros cinco años después de la revolución bolchevique fueron ejecutados 28 obispos y 1215 sacerdotes. La evidencia recientemente publicada indica que más de 8000 fueron asesinados en 1922 durante el conflicto por los objetos de valor de la iglesia.
Las publicaciones antirreligiosas especializadas comenzaron en 1922, incluyendo la publicación Bezbozhnik de Yemelyan Yaroslavsky, que se estima jugó un papel significativo en la creación de la Liga de los Militantes Ateos.
Con la conclusión de la campaña de confiscación de objetos de valor de la iglesia, fueron canceladas por un tiempo las acciones vinculadas a la campaña de terror. El cierre de la iglesia terminó por un período y los abusos fueron investigados. La guerra de propaganda continuó, y las instituciones públicas trabajaron para que los intelectuales y académicos abandonaran sus puntos de vista religiosos.
La comprobación en los hechos de la persistencia de la religión, impugnó la antigua hipótesis marxista que aseguraba que la religión desaparecería por sí sola a medida que se produjeran cambios en las condiciones materiales. Los líderes soviéticos debatieron sobre la mejor forma de combatir la religión. Las posiciones variaban desde la creencia "derechista" de que la religión moriría por sí sola naturalmente con el aumento de la educación y la creencia "izquierdista" de que la religión debía ser atacada fuertemente. Lenin llamó a la lucha por diseminar el ateísmo 'la causa de nuestro estado'.
El gobierno tuvo dificultades en su intento de implementar la educación antirreligiosa en las escuelas, debido a la escasez de maestros ateos. La educación antirreligiosa comenzó en las escuelas secundarias en 1925.
El estado modificó su posición respecto de los renovadores a fines de la década de 1920, y comenzó a verlos cada vez más como una amenaza independiente debido a su gran éxito en atraer personas a la religión. Tijon murió en 1925 y los soviéticos prohibieron la celebración de elecciones patriarcales. El patriarca locum tenens (interino) Sergio de Moscú (Ivan Nikolayevich Stragorodsky, 1867-1944) emitió una comunicación en 1927, en la cual declaraba legítima la autoridad soviética sobre la iglesia, prometía la cooperación de la iglesia con el gobierno y condenaba la disidencia política dentro de la iglesia.

La decisión fue tomada con la intención de asegurar la supervivencia de la iglesia. El metropolitano Sergio expresó formalmente su "lealtad" al gobierno soviético y luego se abstuvo de efectuar cualquier tipo de crítica al estado. Esta actitud de lealtad, sin embargo, provocó más divisiones en el propio seno de la iglesia: dentro de Rusia, muchos fieles se opusieron a Sergio, y en el extranjero los metropolitanos rusos de América y Europa occidental rompieron sus relaciones con Moscú.
Con esa estrategia, se otorgó a sí mismo la facultad de no asumir, en cumplimiento del canon Apostólico XXXIV, dado que estaba actuando en contra de su voluntad y en forma interina en representación del encarcelado Pedro de Krutitsy. Esta situación produjo una división con la Iglesia ortodoxa rusa fuera de Rusia en el exterior y la Iglesia Verdadera Ortodoxa Rusa (Iglesia de las Catacumbas) dentro de la Unión Soviética, ya que permanecieron fieles a los Cánones de los Apóstoles.
Debido a este desacuerdo canónico, se discute qué iglesia ha sido la sucesora legítima de la Iglesia Ortodoxa Rusa que existía antes de 1925.
En 1927, el estado trató de reparar el cisma integrando nuevamente a los renovacionistas en la iglesia ortodoxa, en parte para poder controlarlos mejor a través de los agentes que actuaban en el seno de la misma.
El Komsomol trataría de implementar la resolución del 10 ° Congreso desde varios frentes: desfiles, representaciones teatrales, diarios, folletos y películas. El Komsomol celebraría crudas blasfemias 'Navidad Komsomol' y 'Pascua de Resurrección Komsomol' encabezadas por alborotadores disfrazados de clérigos ortodoxos. Las procesiones incluirían la quema de íconos, libros religiosos, imágenes falsas de Cristo, la Virgen, etc. La campaña de propaganda, sin embargo, fue un fracaso y muchas personas se quedaron con sus convicciones religiosas. La iglesia celebró sus propios eventos públicos, y durante estos años contrarrestó con cierto éxito la propaganda antirreligiosa.
Por estas fechas se empezaron a aplicar estas campañas más abieta y activamente en los territorios de mayoría musulmana, que hasta entonces habían gozado de mayor libertad religiosa, por ejemplo con la política del Hujum, que incitaba a las mujeres a no llevar velo en público así como otros derechos no conocidos en el Islam (como la prohibición de la poligamia). También en el país vecino de Mongolia se extendieron estas políticas antirreligiosas contra la religión budista.
Decenas o cientos de iglesias, sinagogas, mezquitas, templos budistas e iglesias protestantes fueron clausuradas en los años siguientes.

## Campaña antirreligiosa 1928-1941
La iglesia ortodoxa fue duramente atacada en la década de 1930, y muchos de sus miembros fueron asesinados o enviados a campos de trabajo forzado. Entre 1927 y 1940, el número de iglesias ortodoxas en la República de Rusia pasó de 29 584 a menos de 500. El año decisivo fue 1929, cuando la política soviética puso en vigencia una nueva legislación que creó las bases de la dura persecución antirreligiosa en el país en la década de 1930.
La educación antirreligiosa se introdujo a partir del primer grado en 1928 y se intensificó el trabajo antirreligioso en todo el sistema educativo. Al mismo tiempo, para eliminar a los intelectuales de la iglesia y apoyar la propaganda oficial de que solo las personas atrasadas creían en Dios, el gobierno llevó a cabo una purga masiva de intelectuales cristianos y de otras confesiones, la mayoría de los cuales murió en los campos o en prisión.
El relativo éxito de la iglesia en su oposición a la generalizada propaganda ateísta en curso, impulsó nuevas leyes sobre 'Asociaciones Religiosas' que se aprobaron en 1929, así como modificaciones a la constitución. Estas nuevas normativas prohibían a los creyentes religiosos todas las formas de actividades públicas, sociales, comunitarias, educativas, editoriales o misioneras. Esto también impidió, naturalmente, que la iglesia imprimiera cualquier material destinado al público o pudiera responder a las críticas en su contra. Esta situación causó que muchos tratados religiosos circularan como literatura ilegal o samizdat. Se introdujeron muchas otras medidas planeadas para paralizar a la iglesia que efectivamente ilegalizaron la realización de actividades religiosas de cualquier tipo, con excepción de los servicios litúrgicos al interior de los muros de las pocas iglesias que permanecerían abiertas. Incluso éstas actividades nominalmente aceptadas serían objeto de interferencia y acoso. Las clases de catecismo, las escuelas religiosas, los grupos de estudio, las escuelas dominicales y las publicaciones religiosas se consideraron ilegales o prohibidas. Hasta entonces, las comunidades protestante y musulmana habían contando con mayor tolerancia de la que gozaba la iglesia ortodoxa rusa (incluidas publicaciones, seminarios, trabajo juvenil, etc.).
La Liga de Militantes Ateos (LMG), bajo la dirección de Yemelyan Yaroslavsky, fue el principal instrumento de la campaña antirreligiosa y se le otorgaron poderes especiales que le permitieron dictar instrucciones a las instituciones públicas de todo el país sobre lo que debían hacer en apoyo de la campaña.
Después de 1929 y durante la década de 1930, alcanzaron proporciones sin precedentes el cierre de iglesias, los arrestos masivos del clero y de los laicos religiosos activos y la persecución de personas por asistir a la iglesia. La LMG empleó tácticas de terror contra los creyentes para impulsar la campaña, al tiempo disimulaba sus actos bajo la excusa de proteger el estado y enjuiciar a los violadores de la ley. Se llevaron a cabo juicios de obispos que, junto con sus clérigos y sus feligreses laicos, fueron denunciados de constituir "bandas terroristas subversivas" que habían sido desenmascaradas. La propaganda oficial de la época exigía el destierro de la Unión Soviética del concepto mismo de Dios. Estas persecuciones estaban destinadas a ayudar al objetivo socialista final de eliminar la religión. De 1932 a 1937, Joseph Stalin declaró los "planes quinquenales de ateísmo" y la LMG fue encargada de eliminar completamente todas las expresiones religiosas en el país. Muchos de estos mismos métodos y tácticas de terror también fueron impuestos contra otras personas que el régimen consideraba sus enemigos ideológicos.
El debate entre los lados 'derechistas' e 'izquierdistas' de cómo combatir mejor la religión, encontró una conclusión en 1930 y luego, cuando el estado condenó oficialmente ambas posiciones extremas. Los líderes marxistas que adoptaron cualquiera de las posiciones sobre este tema se encontrarían atacados por un paranoico Stalin que no toleraba que otras personalidades hablaran sobre política pública con autoridad.
Una pausa en la persecución activa se experimentó entre 1930 y 1933, luego de la publicación en 1930 del artículo de Stalin de 1930 “Dizzy with Success”, sin embargo se reinició enérgicamente luego de esa pausa.
En 1934, la persecución de la secta renovacionista comenzó a alcanzar las proporciones de la persecución de la antigua iglesia ortodoxa.
Durante las purgas de 1937 y 1938, los documentos de la iglesia registran que 168 300 clérigos ortodoxos rusos fueron arrestados. De estos, más de 100 000 fueron fusilados. Muchos miles de víctimas de la persecución fueron reconocidos en un canon especial de santos conocidos como los "nuevos mártires y confesores de Rusia".
A fines de la década de 1930 disminuyó el entusiasmo de la campaña. El tono de la campaña antirreligiosa cambió y se hizo más moderado. Terminó con el estallido de la Segunda Guerra Mundial.
Las cifras oficiales soviéticas informaban que hasta un tercio de las poblaciones urbanas y dos terceras partes de la población rural todavía tenían creencias religiosas en 1937. Sin embargo, la campaña antirreligiosa de la década anterior y las tácticas terroristas del régimen activamente ateo, habían eliminado las expresiones religiosas y las reuniones comunitarias de creyentes que se realizaran fuera de los muros de las pocas iglesias que todavía tenían servicios. Esto se logró en un país que solo unas pocas décadas antes había tenido una vida y cultura pública profundamente cristianas, desarrolladas durante casi mil años.

## II Guerra Mundial
En 1939 y 1940 la URSS anexó nuevos territorios, incluido el este de Polonia, las Repúblicas bálticas y una parte de Finlandia. El trabajo antirreligioso en estos territorios fue laxo en comparación con el resto del país, que en conjunto experimentó un declive en la persecución después de las anexiones. La semana de trabajo regular de siete días se reimplantó en 1940.
Hitler invadió la Unión Soviética en junio de 1941, y muchas iglesias fueron reabiertas bajo la ocupación alemana. Stalin puso fin a la campaña antirreligiosa para unir al país y evitar que los aún numerosos grupos religiosos brindaran apoyo a los invasores alemanes, situación que existía en algunas áreas en las primeras etapas de la invasión. En septiembre de 1941, tres meses después del ataque nazi, se cerraron las últimas publicaciones periódicas antirreligiosas, oficialmente debido a una escasez de papel. Las iglesias se reabrieron en la Unión Soviética y la Sociedad de los Sin Dios se disolvió. Emelian Yaroslavsky, el líder y fundador de la LMG, que en la década de 1930 había dirigido toda la campaña nacional antirreligiosa, escribió un artículo en alabanza al cristiano ortodoxo Fiódor Dostoyevski, debido a su pregonado odio hacia los alemanes.
Las fuerzas alemanas, mientras permitían una tolerancia religiosa mucho mayor, intentaron cortar las lealtades de la iglesia ortodoxa al Patriarca en Moscú durante la ocupación, a veces con amenazas. Los ucranianos nacionalistas banderistas mataron bajo la ocupación un número de clérigos que se mantenían leales al Patriarca. Los alemanes permitieron la reapertura de las iglesias y las actividades religiosas en la región ocupada, pero no permitieron la reapertura de seminarios o instituciones educativas religiosas, debido al objetivo de la ocupación de eliminar la educación de los pueblos eslavos, que quedaría reducida a no más que los dos primeros grados de escuela elemental.
Joseph Stalin reimpulsó la Iglesia Ortodoxa Rusa para intensificar el apoyo patriótico a los esfuerzos de guerra, y presentó a Rusia como un defensor de la civilización cristiana, porque vio que la iglesia tenía la capacidad de movilizar a las personas en un grado superior al del partido, y necesitaba ayuda de los países de occidente. El 4 de septiembre de 1943, los metropolitanos Sergio, Alejo y Nicolás fueron recibidos oficialmente por el líder soviético Joseph Stalin, quien propuso crear el Patriarcado de Moscú. Recibieron autorización para convocar un concilio el 8 de septiembre de 1943, que eligió a Sergio como Patriarca de Moscú y de toda Rusia. La iglesia volvió a tener presencia pública y aprobó medidas que reafirmaban su estructura jerárquica que contradecían rotundamente la legislación de 1929 e incluso el decreto de Lenin de 1918. Sin embargo, la legislación oficial nunca se retiró, lo que sugiere que las autoridades no consideraron que esta tolerancia se volvería permanente. Esto es considerado por algunos como una violación del canon apostólico XXX, ya que ningún jerarca de la iglesia podría ser consagrado por las autoridades seculares. Se eligió un nuevo patriarca, se abrieron escuelas teológicas y miles de iglesias comenzaron a funcionar. El Seminario de la Academia Teológica de Moscú, que había estado cerrado desde 1918, fue reabierto.
Muchos clérigos supervivientes pudieron regresar, aunque un número significativo (especialmente los que no reconocían la promesa de lealtad de Sergio de 1927) permanecieron en los campos de trabajo o las cárceles y no se les permitió regresar a menos que renunciaran a su postura. Algunos clérigos que no habían reconocido la promesa de 1927, como el obispo Atanasio (Afanasii Sakharov), reconocieron la validez de las nuevas elecciones e incluso alentaron a los de la iglesia clandestina a hacerlo también, pero no se les permitió regresar del exilio a pesar de esto.
Incluso después del acercamiento, todavía se utilizaron tácticas de terror en algunos casos. Después que el Ejército Rojo retomara el control sobre los territorios ocupados por los alemanes, muchos clérigos en estos territorios fueron arrestados y enviados a prisiones o campos durante períodos muy largos, presuntamente por colaborar con los alemanes, pero en realidad por reconstruir la vida religiosa bajo la ocupación.
Por ejemplo, el sacerdote Nikolai Trubetskoi (1907-1978) de Riga, vivió bajo la ocupación nazi de Letonia, y cuando los alemanes se retiraron en 1944, evitó abordar un barco de evacuación alemán, y se ocultó para esperar al Ejército Rojo, pero aun así fue arrestado por el NKVD y sentenciado a diez años de trabajos forzados acusado de colaborar con el enemigo. Esta acusación se debió a que bajo la ocupación, él había sido un pastor entusiasta y había hecho un trabajo misionero muy exitoso. En referencia al trabajo misionero en el territorio ocupado cerca de Leningrado, escribió: "Abrimos y consagramos iglesias cerradas, llevamos a cabo bautismos en masa. Es difícil imaginar cómo, después de años de dominación soviética, la gente tenía hambre de la Palabra de Dios. Casamos y enterramos personas; literalmente no tuvimos tiempo para dormir. Creo que si esa misión se enviara hoy [1978] a los Urales, Siberia o incluso a Ucrania, veríamos el mismo resultado".
El metropolitano Iosif (Chernov) (1893-1975), obispo de Taganrog antes de la guerra, había pasado nueve años en cárceles y campos soviéticos cuando los alemanes ocuparon la ciudad. Aprovechó la oportunidad de la ocupación para revivir muy activamente la vida de la iglesia y sufrió amenazas de los nazis por permanecer leal al Patriarca de Moscú. Después que los nazis se retiraron, fue sentenciado a once años de trabajos forzados en Siberia Oriental por revivir la vida de la iglesia. Fue liberado en 1955. El arzobispo Veniamin (1900-1976) de Poltava vivió en el territorio que perteneció a Polonia de 1921 a 1939. Fue consagrado obispo en 1941 justo antes de la invasión, y sufrió cierta presión de las fuerzas de ocupación para romper las relaciones con el Patriarca de Moscú, pero él se resistió. Después de que los alemanes se retiraron, fue arrestado y encarcelado durante doce años en los campos de Kolimá, experiencia de la que nunca se recuperó físicamente.
Estas detenciones masivas se replicaron en territorios que ni siquiera habían sido ocupados por los alemanes. Por ejemplo, en abril de 1946 hubo una oleada de arrestos en Moscú de clérigos que pertenecían al grupo del obispo Atanasio que había regresado a la iglesia oficial; fueron sentenciados a largos períodos de trabajos forzados. Muchos laicos fueron arrestados y encarcelados también, la mayoría de ellos ya habían estado en prisión y pocos de ellos verían la libertad hasta después de la muerte de Stalin. El padre espiritual del grupo, el padre Serafín (Batiukov), había muerto en 1942, pero su cuerpo fue desenterrado y trasladado a otro lugar para evitar que las personas que creían que era un santo peregrinaran a su tumba.

## Posguerra
Entre 1945 y 1959, la organización oficial de la Iglesia se expandió considerablemente, a pesar de los distintos miembros del clero que fueron ocasionalmente arrestados y exiliados. El número de iglesias abiertas había alcanzado los 25.000. En 1957 cerca de 22.000 iglesias ortodoxas rusas se había convertido en activas. Pero en 1959, Nikita Jrushchov inició su propia campaña en contra de la Iglesia ortodoxa rusa y forzó el cierre de alrededor de 12.000 iglesias. En 1985, menos de 7.000 iglesias se mantuvieron activas.
Como el Ejército Rojo progresivamente comenzó a empujar a los soldados alemanes de la Unión Soviética y la victoria se convirtió en más cierta, la propaganda antirreligiosa empezó a resucitar. El Comité Central emitió nuevas resoluciones en 1944 y 1945 que llamó para una renovación de la propaganda antirreligiosa. Por el resto de la vida de Stalin, sin embargo, la propaganda se limita principalmente a las palabras y su objetivo principal fue contra la Santa Sede. Con la construcción de la 'Cortina de Hierro' en todos los países con grandes cantidades de los católicos, esta política fue en parte destinados a aislar a los comunistas de los países de la influencia del Santa Sede. Caricaturas de Pío XII y otros obispos católicos que fueron representados como partidarios de la guerra, traficantes y los partidarios de las brutalidades policíacas. Esta propaganda fue acompañada con la liquidación de las «Iglesias uniatas» (Iglesias católicas orientales) en Ucrania, Checoslovaquia, Polonia y Rumanía, a la que fueron llevados a la fuerza a su fusión con la Iglesia ortodoxa. Se les dio la opción de convertirse en católicos de ritos latinos, pero la falta de funcionamiento de las iglesias en ese rito, excepto en las grandes ciudades y la dedicación al rito bizantino había detenido a muchos hacerlo; muchos de los que resistieron la medida oficial fueron encarcelados. La Iglesia luterana en los territorios Bálticos territorios junto con la Iglesia católica ambos fueron objeto de ataques por lo que el estado percibió como lealtades a las influencias extranjeras (los luteranos, en particular, se les culpaba por haber abierto apoyo a la conquista alemana.
La Iglesia greco-católica ucraniana y su clero se convirtió en una de las víctimas de las autoridades soviéticas en el tiempo inmediato de posguerra. En 1945, las autoridades soviéticas habían detenido, deportado y condenado a campos de trabajo forzado en Siberia a Josyf Slipyj y nueve obispos, así como a cientos de pastores y líderes laicos que eran activistas. Mientras que el ser restringido en el resto del país, la iglesia Ortodoxa se animó a ampliarse en el oeste de Ucrania con el fin de tomar distancia de los creyentes de los ucranianos Católicos.
Todos los mencionados obispos y parte significativa de los clérigos murieron en las cárceles, campos de concentración, el exilio interno, o poco después de su liberación durante el deshielo post-Stalin. La excepción fue el metropolitano Josyf Slipyj que, después de 18 años de prisión y persecución, fue liberado gracias a la intervención de Juan XXIII, que llegó a Roma, donde recibió el título de Arzobispo Mayor de Lviv, y se convirtió en cardenal en 1965. Todos los monasterios de rito Oriental habían sido clausurados alrededor de 1953.
Los creyentes Ortodoxos tuvieron que luchar duro para mantener las iglesias que fueron reabiertas durante la guerra, y algunos de ellos fueron cerrados por el Consejo para los Asuntos de la Iglesia Ortodoxa, que también trató de impedir que los obispos del uso de medidas disciplinarias contra los miembros de la iglesia. Los plenipotenciarios locales del Consejo para los Asuntos de la Iglesia Ortodoxa utilizaron mucho esfuerzo para hacer que fuera difícil para el clero para proteger a las iglesias recién reabiertas (esto probable aplicó a otras religiones). Por ejemplo, en 1949, tres de los cincuenta y cinco iglesias en la diócesis de Crimea fueron cerradas, en parte tal vez como una medida para reducir la escala del prestigio y los logros del Obispo mártir de Luka. Con el fin de ayudar a los nuevos cierres, una nueva medida fue impuesta, que permitió a las iglesias a ser cerradas si no hubiera sido atendida por un sacerdote durante seis meses. Esta nueva medida, junto con la post-guerra, la escasez de clero causada por el régimen (tanto a través de la liquidación o detenciones del clero por parte del estado y la falta de reaperturas de los seminarios), resultó en que muchas iglesias fueran cerradas.
Los Protestantes también vieron más tolerancia en el período posterior a la guerra. Los bautistas, sin embargo, eran vistos con gran recelo por su activo proselitismo y sus fuertes lazos extraños, especialmente con los Estados Unidos.Las exenciones de impuestos para los Monasterios fue instituido el 29 de agosto de 1945.
La nueva tolerancia de Stalin para la religión se limitó, sin embargo, el estado no iba a tolerar sacerdotes que promovieran activamente la expansión de la religión, tales como los Sakharovites. Por ejemplo, en 1945, el Obispo Manuil fue encargado de la Diócesis de Orenburg en el Sur de los Urales, donde se habían reabierto docenas de nuevas parroquias, re-encendido el fuego de la fe en muchos tibios y provocó un renacimiento religioso en la zona. En consecuencia, fue detenido en 1947 y condenado a ocho años de duro trabajo. Dmitri Dudkó fue arrestado por inéditos poemas religiosos, y un grupo de estudiantes de la Universidad de Moscú que habían iniciado un grupo religioso-filosófico de estudio en la década de 1940 fueron también detenidos de manera infame. El último grupo había comenzado en 1946-1947 por Iliá Shmain, de 16 a 17 años de edad y un estudiante de filología. Shmain había llegado a la conclusión de que la filosofía materialista era insuficiente para explicar fundamentales preguntas existenciales, y comenzó su club, donde el grupo discutió el arte, la filosofía y la religión. Hablaron tanto de las religiones orientales y el Cristianismo. Habían planeado ser bautizados, cuando fueron detenidos el 19 de enero de 1949 y luego condenados a 8 a 10 años de duro trabajo bajo el cargo de criticar a las enseñanzas del Marxismo–Leninismo (ya que había criticado el aspecto ateísta de la misma). El seminario teológico en Sarátov se cerró en 1949.
Los decretos administrativos y políticos, los artículos del código penal continuaron siendo utilizados como formas bajo las cuales la persecución antirreligiosa había ocurrido. Los creyentes religiosamente activos y dedicados que trataron de difundir su fe fueron atacados.
No fue poco el ataque físico contra la iglesia por el resto de la vida de Stalin, y sin embargo, la persecución se intensificó en 1947, momento en que fue nuevamente declarado que la membresía en el Komsomol o la celebración de una posición de enseñanza era incompatible con la creencia religiosa. La propaganda antirreligiosa fue renovada en los periódicos, pero con mucho menos fuerza como lo era antes. A menudo la propaganda sería abstenerse de mencionar la religión específicamente y utilizar algunos eufemismo para ella.
A inicios de 1946, la prensa soviética comenzó a criticar actitudes pasivas hacia la religión, especialmente en las organizaciones de la juventud, tales como el Komsomol y los Pioneros. Criticó las escuelas públicas, donde se exigió la re-activación de la propaganda antirreligiosa en todos los niveles.

## 1964–1970
Después de la caída de Jrushchov, los escritores soviéticos comenzaron a cuestionar cautelosamente la eficacia de su campaña antirreligiosa. Llegaron a una conclusión general en la que había fallado en la difusión del ateísmo, y que había sólo antagonizado a los creyentes así como empujado a la clandestinidad, donde eran más peligrosos para el estado. También había atraído la simpatía de muchos incrédulos y de la indiferencia de la gente. Las persecuciones en masa se detuvieron después de Jrushchov, aunque algunas de las iglesias cerradas se volvieron a abrir, y las pocas que no lo hicieron fueron semejantes a las cerradas por las autoridades locales.
Los dos principales publicaciones antirreligiosas, "Anuario del Museo de la Historia de la Religión y el Ateísmo" y "Problemas de la Historia de la Religión y el Ateísmo" pronto dejaron de publicarse. Este puede haber sido el reflejo de las actitudes negativas hacia dudosas publicaciones escolásticas entre los auténticos eruditos que fueron parte de las instituciones que producen estos documentos.
El 10 de noviembre de 1964, el Comité Central del PCUS hizo una resolución en la que reafirmó a las instrucciones previas que las acciones que ofenden a los creyentes o hacer la injerencia administrativa en la iglesia como inaceptable.
El principio de la persecución de la religión con el fin de difundir el ateísmo no desapareció, sin embargo, incluso si la metodología fue reexaminada después de Jrushchov. Muchos de los secretos, no oficiales, instrucciones dirigidas a la supresión de la Iglesia fueron hechas en las leyes oficiales durante el control de Brézhnev que, por lo tanto, jurídicamente había legitimado muchos aspectos de las persecuciones.
Uno de los primeros signos del cambio en la política de los artículos en la prensa oficial informó de que había millones de creyentes que apoyaron el comunismo, en particular, movimientos religiosos de izquierdas en el occidente y el tercer mundo (por ejemplo, la teología de la Liberación en América Latina), y que todas las religiones no deben ser atacadas.
La Academia de Ciencias Sociales del Comité Central del PCUS fue entregado la función de la publicación de los principales estudios sobre la religión y el ateísmo, que fue el trabajo previamente realizado por la Academia de Ciencias. Una nueva publicación, "Problemas del Ateísmo Científico", y que vino a sustituir a "Problemas de la Historia y el Ateísmo" en 1966. La nueva publicación fue con menos eruditos que la anterior y con contenidos intelectualmente más crudos con críticas a la religión.
En 1965, los dos consejos sobre asuntos religiosos en el país se amalgamaron en el Consejo de Asuntos Religiosos. Este nuevo órgano oficial de la legislación que le dio poderes dictatoriales sobre la administración de las entidades religiosas en el país (anteriormente las dos organizaciones que precedieron usar tales poderes bajo el no oficiales de instrucciones). Varios años más tarde, V. Furov, la CRA jefe adjunto escribió en un informe al Comité Central del PCUS, " El Sínodo es bajo CRA supervisión. La cuestión de la selección y la distribución de sus miembros permanentes, estaba totalmente en manos del Consejo de Asuntos Religiosos, las candidaturas de la rotación de los miembros son igualmente se coordinó previamente con el Conejo de los Asuntos Religiosos de los funcionarios responsables. El patriarca Pimen y los miembros permanentes del Sínodo trabajaron en las sesiones de las agendas de l consejo y coordinaron "las Decisiones del Santo Sínodo'.
El estado no permitió la reapertura de los seminarios hasta el final de la década de 1980, sin embargo, accedió a permitir la ampliación de los tres seminarios y dos academias en el país que no se han cerrado.
El volumen de la antipropaganda religiosa, en conferencias, libros, prensa, artículos, etc., por lo general disminuyó después de 1964. La circulación, sin embargo, de las obras que se habían impreso vendría a superar las que habían sido bajo Kruschev. no hubo un momento de calma en la lucha contra la propaganda religiosa, por lo tanto, aunque la parte de documentos de la época se utilizó un lenguaje menos directo, en la crítica de la religión.
El tono de la propaganda antirreligiosa se bajó y se convirtió en menos vicioso como lo había sido en años anteriores. Este había incurrido en algunas de las críticas de Pravda, que escribió editoriales acerca de una creciente indiferencia a la lucha contra la lucha religiosa. Znanie fue criticado por la reducción de su volumen de conferencias antirreligiosas.
El Komsomol fue criticado en el interior de Komsomol y en parte de los documentos en las décadas de 1970 y 1980 por la laxitud de trabajo antirreligioso entre los jóvenes. La resolución del 15 congreso de Komsomol en 1966 resultó a crear escuelas distritales y republicanas de Komsomol, que serían el modelo de las escuelas del partido, como parte de la renovación de la ideología y el ateísmo entre juventud soviética.
En diciembre de 1971, fue fundada la 'Sociedad Filosófica de la URSS' con el objetivo de ser (en lugar de buscar la verdad): "una incansable propaganda ateísta de materialismo científico y... lucha contra los revisionistas tolerantes con tendencias hacia la religión, en contra de todas las concesiones a la Cosmovisión religiosa. Este había seguido la resolución de 1967 al Comité Central del PCUS.
Mientras que el clero que violara la ley podría ser castigado, nunca hubo ninguna pena legal contra las autoridades seculares que habían violado las Leyes sobre los Cultos Religiosos.
A pesar de la disminución en la persecución directa, los medios de comunicación de la Unión Soviética informaron en los años post-Khrushchev que los ritos religiosos (por ejemplo, bodas, bautizos y funerales) estaban en declive, así como el número real de personas que practican la religión. Esto se ha presentado como un proceso natural, en lugar de un resultado de terror, amenazas, hostigamiento físico, entre otros, ya que había caracterizado a los anteriores trabajos antirreligiosos. La calidad de los estudios que han encontrado estas cifras fue cuestionada por los estudiosos, incluso implícitamente por los estudiosos soviéticos.
Los medios de la Unión Soviética trataron de popularizar los clubes KVAT (clubes de Ateísmo Militante) pero se encontraron con poco éxito, en cualquier lugar, excepto Letonia. Similares clubes encontraron un cierto éxito en el oeste de Ucrania.

## Renovación de la persecución en la década de 1970
Un período más agresivo de la lucha contra la persecución religiosa comenzó a mediados de la década de 1970, tras las enmiendas de 1975 a la legislación religiosa de 1929, la legislación y el 25 congreso del partido. Esto dio como resultado de la creciente alarma sobre la indiferencia, especialmente entre los jóvenes, hacia la lucha antirreligiosa, así como la creciente influencia de la Iglesia.
La propaganda antirreligiosa se había intensificado. Al mismo tiempo, la propaganda antirreligiosa vino, cada vez más, a distinguir entre supuestos leales que eran la mayoría de los creyentes y a los enemigos del estado que ocupaban el margen de la religión. Los sacerdotes y obispos que no estaban completamente subordinada a sí mismos para el estado y/o que participan en actividades religiosas fuera de la rutina de rendimiento de los ritos religiosos, eran considerados enemigos del estado. Los obispos criticado por 'alta actividad religiosa' se movían en el país. El Consejo de Asuntos Religiosos afirmó haber ganado el control del Patriarca del Sínodo, que se vio obligado a coordinar sus períodos de sesiones y decisiones con el Consejo de Asuntos Religiosos.
La jerarquía de la iglesia no podían tener facultades disciplinarias. Mientras que el estado permitió la libertad de los sermones y homilías, esta libertad fue limitada en la que sólo podían ser de un 'carácter exclusivamente religioso' (en la práctica, esto significaba que los clérigos que predicó contra el ateísmo y la ideología del estado no estaban protegidos). Tibia clero eran tolerados, mientras que el clero con un celo misionero, podrían ser dados de baja.
Las personas que estaban más altamente educadas o que ocupaban posiciones más importantes fueron objeto de severas de acoso y castigo de aquellos que no tenían educación. Los jóvenes religiosos en los colegios, a veces, podrían ser enviados a los hospitales psiquiátricos, sobre la base de que sólo una persona con un trastorno psicológico todavía sería religiosa después de ir a través de toda la educación antirreligiosa.
En 1975, el Consejo de Asuntos Religiosos fue dado un oficial de supervisión legal de papel sobre el estado (antes de esto no había control oficial). Cada parroquia fue puesta a disposición del Consejo, que solo tenía el poder de conceder el registro. El Consejo podía decidir arbitrariamente sobre el registro de las comunidades religiosas, y les permiten culto o no. Esta política fue acompañada por la intimidación, el chantaje y la amenaza para el clero, y, como un todo, fue la intención de desmoralizar a la Iglesia.
La Constitución Soviética de 1977 a veces fue interpretada por las autoridades como un requisito para que los padres criar a sus hijos como ateos. fue legalmente posible privar a los padres de sus hijos si no eran criados como los ateos, pero estas restricciones legales fueron sólo se aplicadas selectivamente, cuando las autoridades optaron por no hacerlo.
La metodología de la propaganda antirreligiosa fue refinada y como consecuencia fue criticada por su laxitud desde el Comité Central del PCUS, que emitió una resolución importante en 1979 en la que exhortaba a no decaer en la propaganda antirreligiosa.
Había rumores en la década de 1970 que un completo estudio científico fue realizado por Pisarov que abiertamente contradice las cifras oficiales de la gente que abandonaba la religión, pero nunca fue publicado para que de la razón.
El CC emitió otra resolución en 1983, que prometió para el trabajo ideológico en contra de la religión para que fuése la máxima prioridad de los comités del partido en todos los niveles.
La Iglesia y el estado lucharon en una batalla de la propaganda sobre el papel de la Iglesia en la historia de Rusia en los años que precedieron a la 1000 aniversario de la conversión de Rusia al Cristianismo.
En 1987 el número de iglesias hábilitadas en la Unión Soviética había caído a 6893 y el número de los monasterios hábilitados a 18.

## Penetración de las iglesias por los servicios secretos soviéticos
De acuerdo a Archivo Mitrokhin y otras fuentes, el Patriarcado de Moscú se estableció por orden de Stalin en 1943 como una organización fachada de la NKVD y más tarde de la KGB. Todos los puestos clave en la Iglesia, incluyendo a los obispos, habían sido aprobados por el Departamento Ideológico del PCUS y por la KGB. Los sacerdotes fueron utilizados como agente de influencia en el Consejo Mundial de Iglesias y organizaciones de fachada, tales como el Consejo Mundial de la Paz, Conferencia Cristiana de la Paz, y la Sociedad Rodina ("Patria") fundada por la KGB en 1975.
El futuro Patriarca Alejo II de Rusia, dijo que "Rodina" se había creado para "mantener lazos espirituales con nuestros compatriotas" como uno de sus principales organizadores. De acuerdo a los archivos y otras fuentes, Alexis ha estado trabajando para la KGB como agente de DROZDOV y recibió una mención honorífica de la agencia por una variedad de servicios. Los sacerdotes también habían reclutado a los agentes de inteligencia en el extranjero y en comunidades espías de emigrantes rusos. Esta información de Mitrokhin ha sido corroborada por otras fuentes.
Hubo rumores de que la infiltración del clero por parte de la KGB llegó al punto de que los agentes de la KGB escucharon confesiones.

## Glasnost
A partir de finales de la década de 1980, en virtud de Mijail Gorbachov, la nueva política y las libertades sociales resultaron en que muchos edificios de la iglesia fueran devueltos a la iglesia, para ser restaurada por los feligreses locales. Un punto crucial en la historia de la Iglesia Ortodoxa rusa llegó en 1988 - el milenario del bautismo de la Rus de Kiev.
El Patriarcado de Moscú aplicó la presión con éxito con el fin de obtener la revisión de algunos de las legislaciones antirreligiosas. En enero de 1981, el clero se volvió a calificar en su estatuto fiscal de la imposición como una empresa comercial privada (como antes) a pagar impuestos como igual a la de los médicos en la práctica privada o de los educadores. Esta nueva legislación también le dio al clero de la igualdad de derechos de propiedad y herencia, así como los privilegios que se otorgan a los ciudadanos si ellos eran veteranos de la guerra. La organización de laicos de la parroquia de 20 personas, que poseía la parroquia fue concedido el estatus de una persona jurídica, con sus correspondientes derechos y la posibilidad de hacer contratos (de la iglesia que habían sido privados de este estado por Lenin en 1918). Por primera vez en muchos años, las sociedades religiosas legalmente podían ser propietarias de sus casas de adoración. Todavía hay cierta ambigüedad mantenida en esta legislación, sin embargo, lo que permitió espacio para la re-interpretación que, si el estado desea detener la 'descontrolada' difusión de la construcción de nuevas iglesias.
Las entidades religiosas que aún podría estar fuertemente infiltrada por agentes del estado, debido a la potencia de los gobiernos locales para rechazar elegir a los funcionarios de la parroquia de los funcionarios y de instalar su propia gente en la organización de laicos en la propiedad de la parroquia, lo que significa que incluso si tenían la propiedad de sus iglesias, estaba todavía de manera efectiva en manos del estado. La ganancia más grande de esta nueva legislación, sin embargo, era que los niños de diez y más años de edad podrían participar activamente en los rituales religiosos (por ejemplo, servicio como acólitos, salmistas, en los coros) y que los niños de cualquier edad podrían estar presente en el interior de una iglesia durante los servicios, así como recibir la comunión.
Los profesores de las escuelas teológicas, y todo el clero, así como a los laicos que trabajan para el Departamento de las Relaciones Eclesiásticas Exteriores de la Iglesia fueron gravados de manera similar a todos los empleados soviéticos en reconocimiento de su contribución a una positiva imagen positiva de la Unión Soviética en el extranjero.
El estado de la asignación de la ampliación de los existentes seminarios dio sus frutos, y por la década de 1980, la población de estudiantes en estas instituciones había crecido hasta los 2.300 y estudiantes extraescolares (que había sido de 800 en 1964).
Las sociedades religiosas recuperaron control sobre sus propias cuentas bancarias en 1985.
Esta legislación en la década de 1980 marcó una nueva actitud de aceptación hacia la religión por un estado que decidió que lo mejor que podía hacer era simplemente para minimizar lo que se considera que el impacto nocivo de la religión. Mientras que el estado trató de intensificar la persecución durante la década de 1980, la iglesia vino a ver a este cada vez más como meramente la retaguardia ataques por un ideología en bancarrota, pero que todavía era un enemigo físicamente poderoso. Los principales líderes del partido se abstuvieron de la participación directa en la nueva ofensiva, tal vez debido a una incertidumbre sobre sus posibilidades de éxito y un deseo de tener algunas maniobras de acuerdo a un deseo de evitar antagonizar creyentes demasiado en la víspera del milenario aniversario de la conversión de Rusia al Cristianismo.
Después de la caída de la Unión Soviética, el gobierno de Rusia en cierta medida, había abrazado abiertamente la Iglesia Ortodoxa Rusa, y hubo un renacimiento en el número de los fieles en Rusia.